# Aeroperú-Flug 603

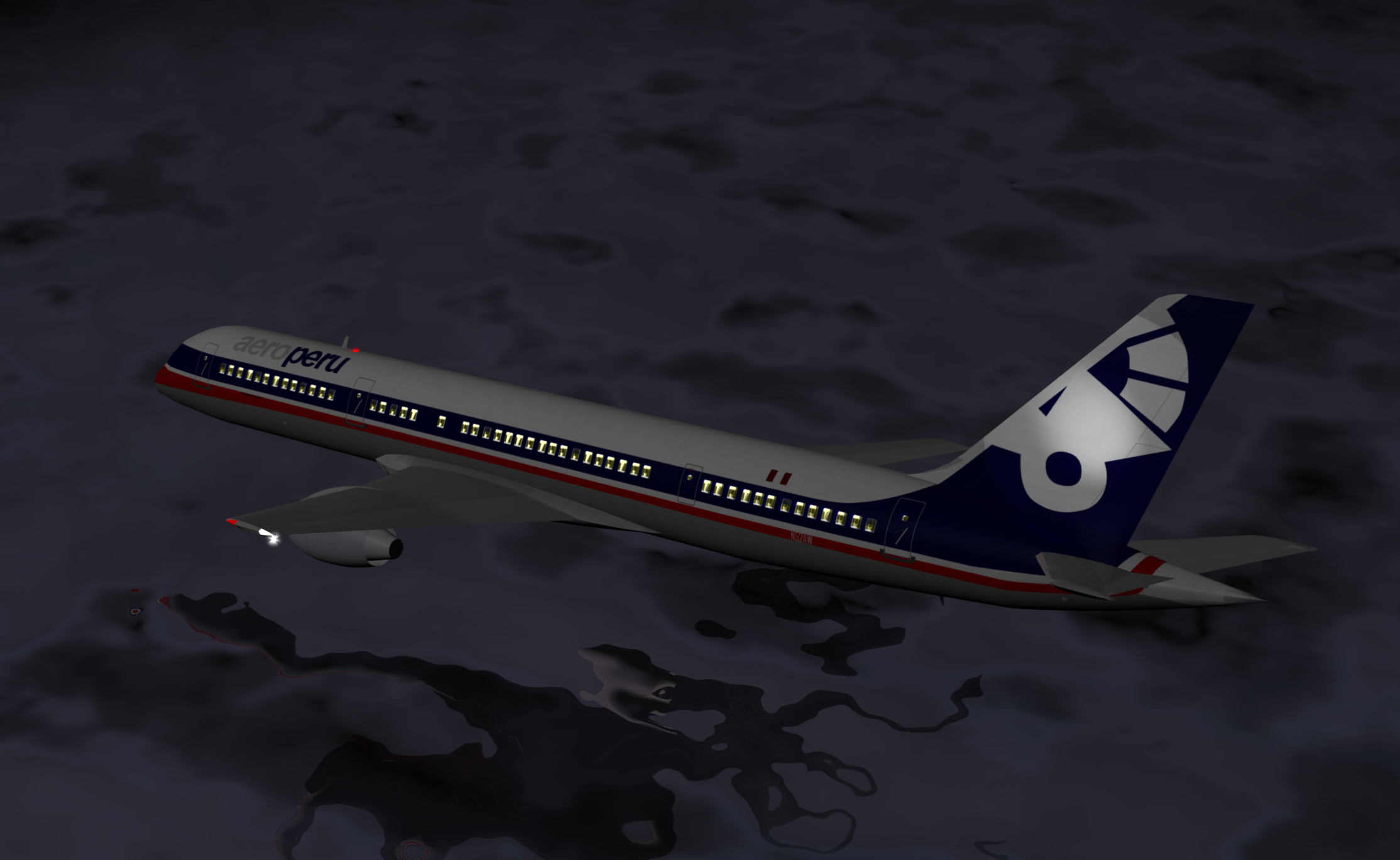
Aeroperú-Flug 603 kurz vor dem Einschlag ins Meer (Computergenerierte Simulationsgrafik)

Aeroperú-Flug 603 war ein Linienflug von Lima, Peru, nach Santiago de Chile, auf dem am 2. Oktober 1996 die eingesetzte Boeing 757-200 infolge eines Wartungsfehlers verunglückte. Alle 70 Insassen kamen beim Aufprall der Maschine auf dem Pazifischen Ozean ums Leben.

## Unfallverlauf
Kurz nach dem Start der Boeing 757-200 in der Nacht des 2. Oktober 1996 um 0:42 Uhr Ortszeit auf Landebahn 15 bemerkten die Piloten, dass ihre primären Fluginstrumente falsche Daten lieferten. Darüber hinaus warnte sie das EICAS vor teilweise gegensätzlichen Problemen, unter anderem Rudder Ratio, Overspeed, Stall und Too Low – Terrain. Die Besatzung setzte einen Notruf ab und bat um die Erlaubnis, zum Flughafen Lima zurückzukehren. Im Glauben, sich bereits in ausreichender Höhe zu befinden, begann sie mit dem Sinkflug für die bevorstehende Landung. Da sich die Maschine aber zu diesem Zeitpunkt – kurz nach Mitternacht – über dem Meer befand, hatten die Piloten keine Außensicht, und sie konnten wegen der Instrumentenfehler die Geschwindigkeit nicht halten, was zu mehreren Strömungsabrissen führte. Dadurch verlor die Maschine ebenfalls rasch an Höhe, was den Piloten aber auf den bei 9.700 Fuß „eingefrorenen“ Höhenmessern nicht angezeigt wurde. Diese Höhe bestätigte auch die Flugkontrolle von Lima, da sie auf die Transponderdaten abstellte. Die tatsächliche Höhe wurde den Piloten erst bewusst, als der linke Flügel auf dem Wasser aufschlug. Der sofort eingeleitete Steigflug führte zu einer Rollbewegung, was der Pilot in der letzten aufgezeichneten Wortmeldung ebenfalls erkannte. Das Flugzeug stürzte 17 Sekunden nach dem ersten Kontakt mit der Wasseroberfläche um 01:10 Uhr Ortszeit in Rückenlage ins Meer, ungefähr 25 Minuten nach der Erklärung des Notfalls.
Alle 61 Passagiere und neun Besatzungsmitglieder kamen dabei ums Leben.

## Unfalluntersuchung
Die mit der Untersuchung des Absturzes beauftragte Kommission kam zum Schluss, dass die Hauptursache des Unglücks Klebestreifen waren, die bei der Reinigung des Flugzeugs zum Schutz des Pitot-Statik-Systems auf dessen Einlassöffnungen geklebt worden waren. Dieses System versorgt die barometrischen Fluginstrumente im Cockpit mit Informationen über die Druckverhältnisse. Anhand dieser Informationen werden Fluggeschwindigkeit, Flughöhe und Steigen oder Sinken auf den entsprechenden Instrumenten angezeigt. Nach der Reinigung war vergessen worden, die Klebestreifen wieder zu entfernen, was zu einem völligen Ausfall der relevanten Fluginstrumente führte. Die Klebestreifen waren auf geborgenen Wrackteilen noch zu sehen.

## Die Katastrophe in den Medien
Die Katastrophe von Aeroperú-Flug 603 wurde in der kanadischen Fernsehserie Mayday – Alarm im Cockpit mit dem englischen Titel Flying Blind  und dem deutschen Titel Blindflug in der fünften Episode der ersten Staffel gezeigt. In nachgestellten Szenen, Animationen sowie Interviews mit Hinterbliebenen und Ermittlern wurde über die Vorbereitungen, den Ablauf und die Hintergründe des Fluges berichtet.
Der Flug wurde außerdem in dem Theaterstück (1999) und späteren Film (2013) Charlie Victor Romeo dargestellt.

## Nationalitäten der Passagiere
Etwas weniger als die Hälfte der Passagiere des Fluges waren Chilenen.
| Land                   | Anzahl     | Anzahl | Anzahl |
| Land                   | Passagiere | Crew   | gesamt |
| ---------------------- | ---------- | ------ | ------ |
| Chile                  | 30         | 0      | 30     |
| Kolumbien              | 01         | 0      | 01     |
| Ecuador                | 02         | 0      | 02     |
| Italien                | 02         | 0      | 02     |
| Mexiko                 | 06         | 0      | 06     |
| Neuseeland             | 01         | 0      | 01     |
| Peru                   | 11         | 09     | 20     |
| Spanien                | 01         | 0      | 01     |
| Vereinigtes Königreich | 02         | 0      | 02     |
| Vereinigte Staaten     | 04         | 0      | 04     |
| Venezuela              | 01         | 0      | 01     |
| Gesamt (11)            | 61         | 09     | 70     |

- Kapitän: Eric Schreiber Ladrón de Guevara, 58 Jahre alt
- Kopilot: David Fernández Revoredo, 42 Jahre alt.

## Ähnliche Ereignisse
- Northwest-Airlines-Flug 6231 mit einer Boeing 727 am 1. Dezember 1974
- Alas-Nacionales-Flug 301 mit einer Boeing 757 der Birgenair am 6. Februar 1996
- Austral-Líneas-Aéreas-Flug 2553 mit einer Douglas DC-9 am 10. Oktober 1997
- Air-France-Flug 447 mit einem Airbus A330 am 1. Juni 2009
- Air-Algérie-Flug 5017 mit einer McDonnell Douglas MD-83 am 24. Juli 2014
- Saratov-Airlines-Flug 703 mit einer Antonow An-148 am 11. Februar 2018